# Karadigere, Sorab
Karadigere là một làng thuộc tehsil Sorab, huyện Shimoga, bang Karnataka, Ấn Độ.